# Dušan Waldhütter
Dušan Waldhütter, slovenski novinar, urednik, predavatelj in glasbenik, * 1971, Maribor
Član ansambla Frajkinclari. Med letoma 2002 in 2019 je bil novinar, vodja komercialnega uredništva in odgovorni urednik v časopisni hiši Večer. Urejal je prilogo Kvadrati in revijo Naš dom.
Vodil je javne kulturne prireditve, med njimi Večerovo prireditev Bob leta. Med letoma 2011 in 2017 je bil pogodbeni strokovni predavatelj o delu v medijih na Pravni fakulteti v Mariboru.
Z Liljano Vogrinec je leta 2021 ustanovil platformo SLOWOODLIFE,  in mednarodno multimedijsko platformo butičnega in trajnostnega turizma WOODWEGO. 

## Izobrazba
Obiskoval je Srednjo elektro in računalniško šolo - SERŠ v Mariboru, nato pa študijski program cestnega prometa Fakultete za gradbeništvo, prometno inženirstvo in arhitekturo v Mariboru, kjer je diplomiral kot univerzitetni diplomirani inženir leta 1999.

## Nagrade in priznanja
- 2018 - Maroltova značka za več kot 30 let delovanja v folklorni dejavnosti (Javni sklad za kulturne dejavnosti RS) [navedi vir]